# Vlag van Läänemaa

Vlag van Läänemaa

De vlag van Läänemaa, een provincie van Estland, bestaat net als alle vijftien andere Estische provincievlaggen uit twee even hoge banen van wit en groen met het provinciewapen op het midden van de witte baan. Groen staat voor de natuur in Estland. Ook toen werd gekozen voor een unieke en als zodanig direct herkenbare provincievlag. De vlag is, net als alle andere provincievlaggen, vastgelegd door toenmalig president Konstantin Päts: dit gebeurde op 11 oktober 1996. De hoogtelengte verhouding van de vlaggen is 7:11; bij een vlag van 105 bij 165 centimeter is de hoogte van het wapen 40 centimeter.
Het provinciewapen op het midden van de witte baan van de vlag bestaat uit een rood schild met een witte omkijkende adelaar van St.-Jan de Evangelist, geel bewapend en met een gele aureool.
Het wapen is afkomstig van het prinsbisdom Ösel-Wiek (naar de Duitse naam voor het eiland Saare, Ösel), dat grotendeels de provincie en de daarvoor liggende eilanden omvatte. In 1260 werd Haapsalu de bisschoppelijke residentie. Sinds 1471 komt de omkijkende adelaar (zonder aureool) voor op de bisschoppelijke wapens.